# Kassapersonal
| Kassapersonal (Kassabiträde) |
| --- |
| Kassabiträde i en livsmedelsbutik i Panama. - Betydelse – person[er] som bemannar en kassaapparat i butik eller bank - Arbete – hantera kundernas inköp och betalning - Är inte – kassör, som hanterar ekonomin i en organisation |

Kassapersonal (plural), kassabiträde, mindre formellt kassör eller kassörska, är personer som arbetar i en butik, en restaurang eller bank och tar betalt för kundernas varor och tjänster. De står i regel nära kassaapparat och kortläsare och hanterar betalning, samt ger kundservice.

## Arbetsuppgifter och anställning

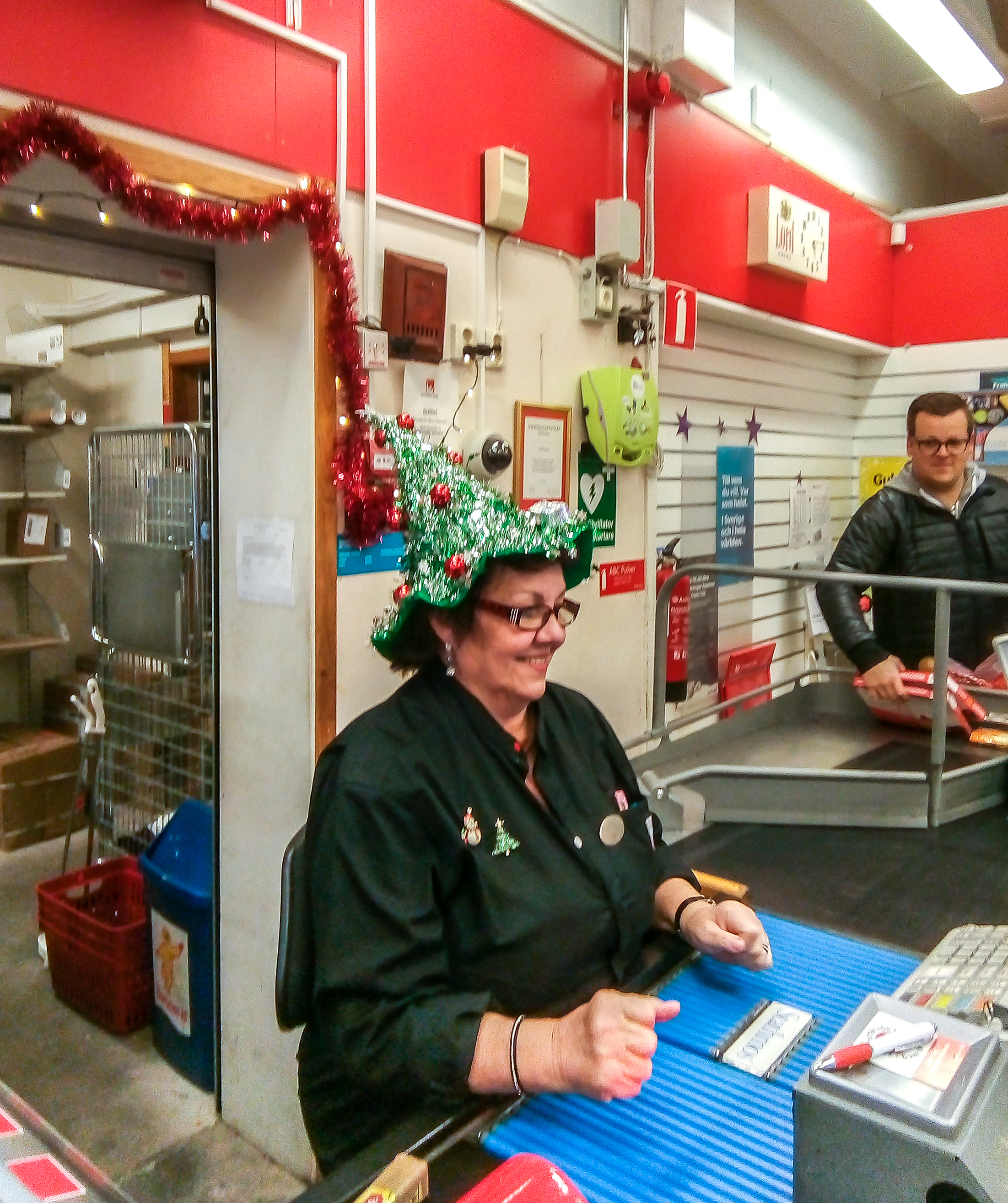
Ett kassabiträde i en livsmedelsbutik i Sverige.

Arbetet är i första hand förlagt till butikskassan, där kundernas köp registreras och betalningen tas emot. I bank kan yrket även innebära att föra över pengar, hantera bankkonton och andra banktjänster.
Många butiker i exempelvis Sverige har dubblerad funktion som postserviceställen, och då ingår det i kassatjänsten att även hantera inlämning och uthämtning av brev och paket samt försäljning av frimärken. I övrigt kan kassapersonalen arbeta med att hålla ordning i butiksdelen, fylla på varor och hantera returer. Det är också vanligt att kassapersonal roterar med delar av arbetstiden i kassan och övrig tid som butiksbiträde i andra delar av butiken. Kassapersonal som även arbetar i andra delar av butiken kallas vanligtvis butikssäljare.
Arbetet som kassabiträde är vanligt som genomgångsyrke, med tillfälliga anställningar för studenter och andra personer med behov av deltidsarbete.

## Kassör och kassörska
Arbetet som kassabiträde dagligvaruhandeln har åtminstone historiskt och delvis än i modern tid varit känt som ett typiskt "kvinnoyrke". Detta är något som den vanliga benämningen kassörska refererar till.